# Gloria Navarrete
Gloria Patricia de Jesús Navarrete Pinto (Santiago) es una abogada, diplomática y política chilena, entre el 6 de febrero de 2022 y el 11 de marzo de 2022 se desempeñó como subsecretaria de Relaciones Exteriores —en calidad de subrogante— de su país, bajo el segundo gobierno del presidente Sebastián Piñera.

## Estudios
Realizó sus estudios superiores en la carrera de derecho en la Pontificia Universidad Católica (PUC) y es egresada de la Academia Diplomática Andrés Bello. Luego cursó una maestría en derecho del London School of Economics and Political Science y egresó del Foreign Service Programme de la Universidad de Oxford, Reino Unido. Además, efectuó un diplomado en derecho administrativo en la PUC.

## Trayectoria profesional
Profesionalmente, ha ejercido funciones en las embajadas de Chile ante el Reino de Bélgica y la Unión Europea, Irlanda, Reino Unido, Austria y en la misión de Chile ante los organismos internacionales con sede en Viena, capital del último país mencionado.
En Chile, fungió como directora general de Ceremonia y Protocolo. Trabajó en la Unidad de la Corte Internacional de Justicia de la Cancillería y en la Dirección de Planificación de la misma.
Durante el segundo gobierno de Sebastián Piñera, fue jefa de gabinete del subsecretario de Relaciones Exteriores, desde 2018 hasta 2020. Paralelamente, ejerció como embajadora de Chile ante Austria, desde el 14 de junio de 2018 hasta enero de 2021. El 21 de enero de ese último año fue designada por el ministro Andrés Allamand, como secretaria general de Política Exterior dentro del Ministerio de Relaciones Exteriores, cargo que asumió el 1 de marzo del mismo año, siendo la primera diplomática mujer en él. Abandonó esa responsabilidad para asumir como titular de la Subsecretaría de Relaciones Exteriores luego de la renuncia de Andrés Allamand como ministro de Relaciones Exteriores, y la posterior designación de Carolina Valdivia (quien ejercía como subsecretaria), como su sucesora provisional.